# Celerina
Celerina, monotipični biljni rod iz porodice primogovki smješten u tribus Justicieae, dio potporodice Acanthoideae. Jedina vrsta je madagaskarski endem C. seyrigii ograničen na provinciju Toliara. Opisan je u Bulletin de la Société Botanique de France 110: 403. 1964. 

## Opis
Postoje dva varijeteta na jugu Madagaskara.

## Varijeteti
- Celerina seyrigii var. egena Benoist
- Celerina seyrigii var. seyrigii